# Czas relaksu
Czas relaksu – drugi album studyjny zespołu Andrzej i Eliza, wydany w 1974 roku. Album został wydany w dwóch wersjach: w kolorze niebieskim i czerwonym.

## Lista utworów

### WersjaCD
1. „Franciszek, Marianna i inni”
2. „Kiedy wszystko się nagle zmienia”
3. „Czas relaksu”
4. „Wahanie”
5. „Jeszcze tylko jeden dzień”
6. „Letni sposób na kłopoty”
7. „Epitafium dla miłości, której nie było”
8. „Odwieczna historia pewnego refrenu”
9. „Bar pod dwiema siostrami”
10. „Gdy tak stoję zapatrzony w okno”
11. „Z mego życia”
12. „Ten nudny siódmy dzień tygodnia”
13. „Polka dla Pana Bolka”

### Wersja winylowa
| Strona A 1. „Franciszek, Marianna i inni” 2. „Kiedy wszystko się nagle zmienia” 3. „Czas relaksu” 4. „Wahanie” 5. „Jeszcze tylko jeden dzień” 6. „Letni sposób na kłopoty” | Strona B 1. „Odwieczna historia pewnego refrenu” 2. „Bar pod dwiema siostrami” 3. „Gdy tak stoję zapatrzony w okno” 4. „Z mego życia” 5. „Ten nudny siódmy dzień tygodnia” 6. „Polka dla Pana Bolka” |